# Лагув (місто)
Лагув (пол. Łagów) — місто в південно-центральній Польщі. Належить до Келецького повіту Свентокшиського воєводства.
Впродовж 1975—1999 років входило до складу Келецького воєводства.
Статус міста відновлено у 2018 році.